# Mononucleosi infettiva
La mononucleosi infettiva (detta anche semplicemente mononucleosi o malattia del bacio, per la sua trasmissibilità attraverso la saliva) è una malattia infettiva virale molto contagiosa causata dal virus di Epstein-Barr (EBV). Le cellule bersaglio del virus sono i linfociti B e il decorso è acuto, solitamente di 4-6 settimane.
La denominazione della malattia è dovuta alla caratteristica presenza nel sangue, in livelli superiori alla norma, di cellule mononucleate normali (linfociti e monociti) e di cellule mononucleate specifiche.

## Storia
La mononucleosi infettiva fu riconosciuta e descritta per la prima volta in sei pazienti da E. Larey e Douglas H. Sprunt sul Bulletin of the Johns Hopkins Hospital del 1920 con il titolo
All'epoca il virus di Epstein-Barr (EBV) non era stato ancora isolato e scoperto, ma già dal 1800 la mononucleosi era stata individuata come una sindrome clinica costituita da febbre, faringite e adenopatia. Il termine febbre ghiandolare fu usato nel 1889 da medici tedeschi, tra cui Emil Pfeiffer; mentre l'associazione tra il virus di EBV e la malattia (mononucleosi infettiva) venne riconosciuta nel 1968 da Diehl V, Henle G, Henle W, Kohn G. del Virus and Genetics Laboratories, The Children's Hospital of Philadelphia, School of Medicine, University of Pennsylvania, Philadelphia.
La relazione del virus di EBV con il linfoma di Burkitt fu trovata in quegli anni dallo stesso gruppo di ricerca in collaborazione con ricercatori del Karolinska Institute Medical School.

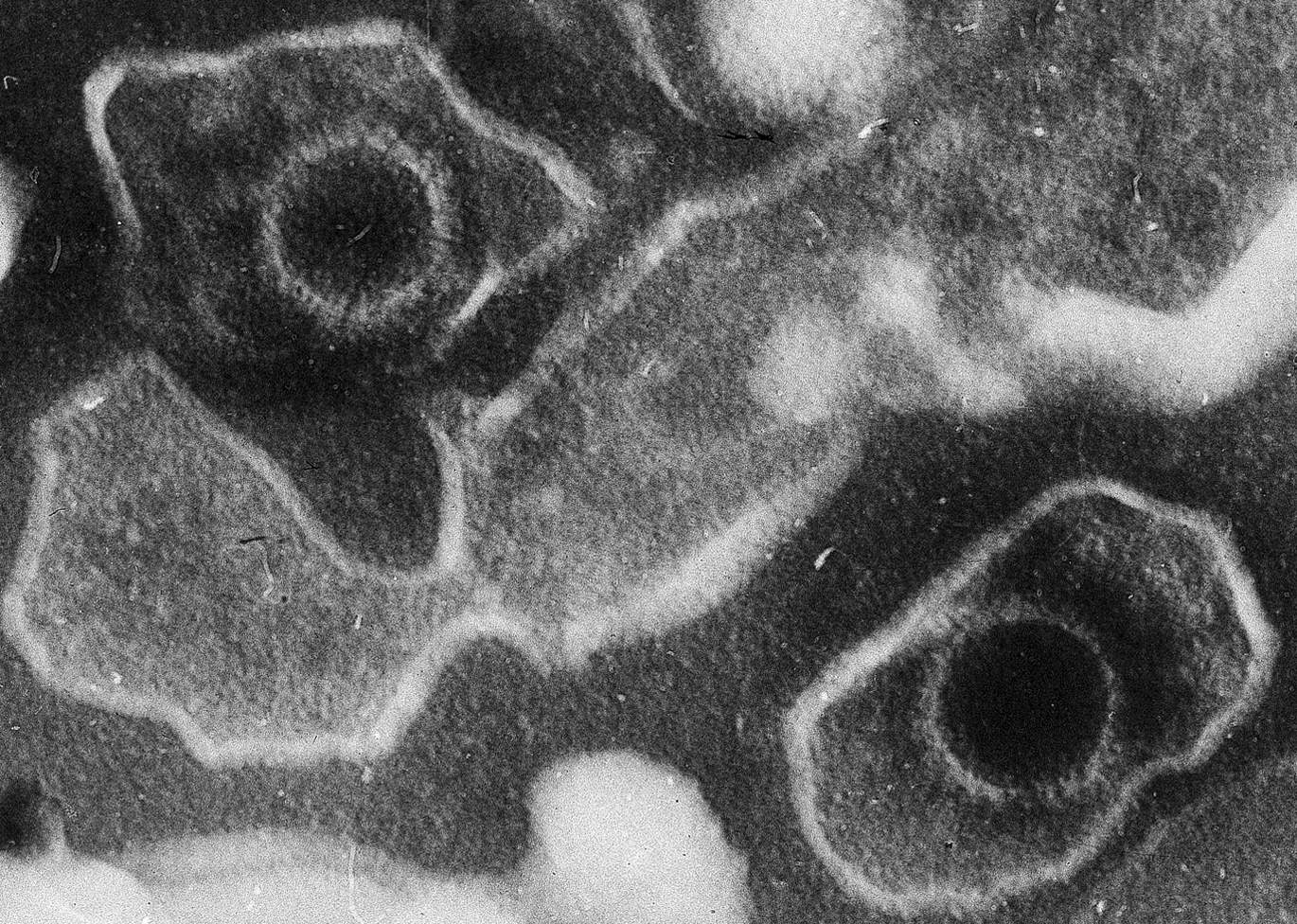
Virus di Epstein-Barr, immagine ottenuta con microscopio elettronico a trasmissione

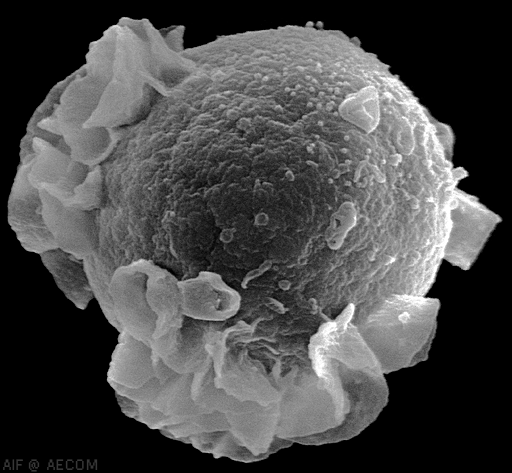
Linfocita B infettato da virus di Epstein-Barr; le particelle virali in formazione acquisiscono il rivestimento glicoproteico per gemmazione dalla membrana linfocitaria (in alto a destra). Immagine ottenuta con microscopio elettronico a scansione

## Eziologia ed epidemiologia
La mononucleosi infettiva è causata dal virus di Epstein-Barr, un virus a DNA a doppia elica appartenente alla famiglia degli Herpesviridae, sottofamiglia Gammaherpesvirinae.
Il virus infetta i tessuti epiteliari orofaringei, provocando faringite e talvolta tosse, e i linfociti B con trasmissione orofaringea. Il contagio può avvenire tramite uno scambio di saliva (da cui il termine popolare malattia del bacio), o indirettamente attraverso oggetti entrati in contatto con la saliva di un soggetto infetto (mani, posate, bicchieri, spazzolini, giocattoli).
Oltre il 90% della popolazione adulta risulta essere sieropositivo per il virus e possiede quindi anticorpi diretti verso antigeni virali. I picchi di infezione sono la prima infanzia nei Paesi in via di sviluppo e l'età adolescenziale, dai 15 ai 25 anni, nei Paesi industrializzati. Il decorso è in genere asintomatico o indistinguibile da quello di una faringite o sindrome influenzale e con sintomi spesso trascurabili. Nell'età giovanile nel 75% dei casi si manifesta la forma classica di mononucleosi; in età adulta è tipica una forma lieve, con febbre, malessere e debolezza.

### Latenza, oncogenicità e patogenicità, post remissione
Il virus rimane latente nell'ospite anche dopo la guarigione. Nei soggetti infettati l'eliminazione del virus con la saliva continua per circa un anno. Passato questo periodo, l'eliminazione del virus continua in maniera saltuaria per tutta la vita; ciò è dimostrabile attraverso la positività per il virus nel gargarizzato in circa il 15-20% dei casi di soggetti esposti e asintomatici.
Alla presenza dell'EBV sono associati alcuni rari tumori come il cancro della rinofaringe, la variante africana del linfoma di Burkitt, alcuni linfomi non-Hodgkin a cellule B (specie in soggetti immunodepressi) e il linfoma di Hodgkin. In Cina, in particolare nella zona meridionale, il linfoma di Burkitt è il più frequente fra i tumori della testa e del collo.
Su base esclusivamente clinica, osservando la sintomatologia, da alcuni autori è stata ipotizzata una correlazione tra mononucleosi infettiva e rischio di lupus eritematoso sistemico; però è stata apparentemente smentita da uno studio prospettico della durata di 30 anni, condotto in Danimarca e terminato nel 2007. Altri studi hanno evidenziato come nei soggetti affetti da malattie autoimmuni, quali sclerosi sistemica, rettocolite ulcerosa, lo stesso lupus eritematoso sistemico e in misura minore in quelli affetti da artrite reumatoide, sindrome di Sjögren, spondilite anchilosante e la malattia di Crohn, la presenza del virus di Epstein-Barr stimola la formazione di un autoanticorpo che potrebbe contribuire al mantenimento dello stato infiammatorio.

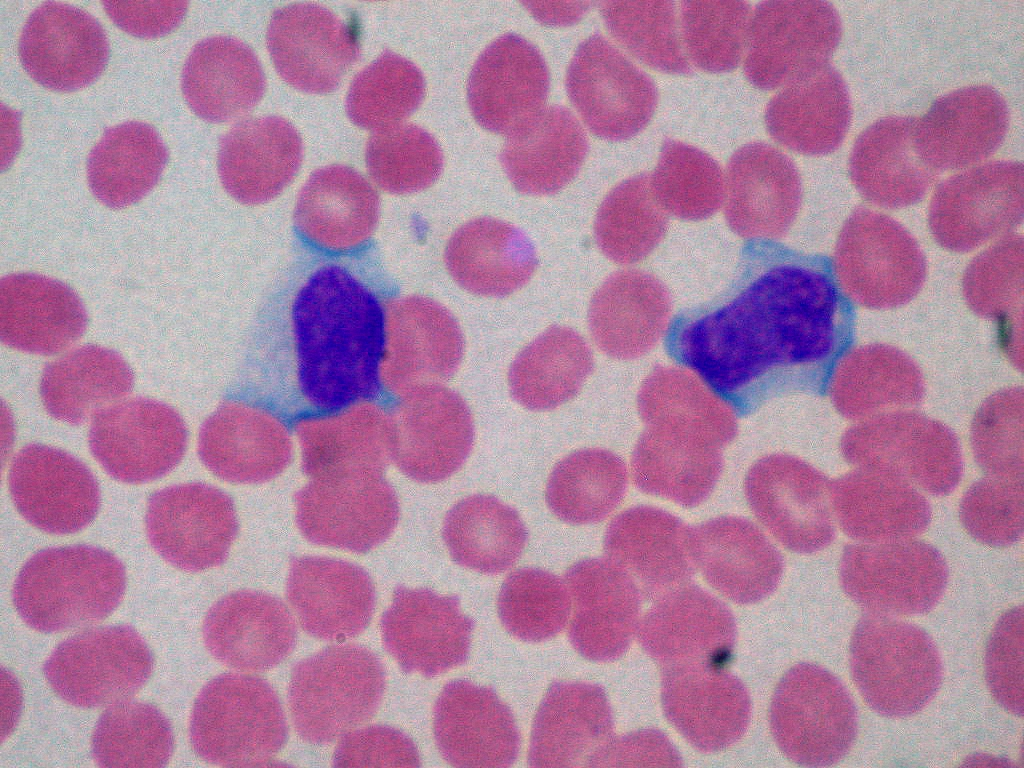
Virociti, striscio di sangue periferico. Si noti la diversa forma, il citoplasma intensamente basofilo e la cromatina nucleare disposta in depositi irregolari.

## Patogenesi
Il virus di Epstein-Barr possiede delle glicoproteine di superficie (gp350 e gp220) in grado di legare un recettore (CR2, CD21) per il complemento espresso in diverse cellule dell'organismo, tra cui i linfociti B e le cellule dell'orofaringe.
Una volta entrato in contatto con i tessuti dell'orofaringe, il virus si propaga nei linfonodi delle catene cervicali, sede di contatto con i linfociti B. Da qui, in seguito a intensa replicazione virale, i virus vengono dismessi nel sangue, liberi o associati ai linfociti B. In fase acuta è dimostrabile la presenza del genoma (in forma episomica) in circa il 20% dei linfociti B, con produzione di un pattern di anticorpi tipici, tra cui patognomonici anticorpi eterofili, responsabili di alcune complicanze e fondamentali per fini diagnostici. Terminata la fase acuta, il DNA di EBV è ancora riscontrabile nelle cellule epiteliali dell'orofaringe e nelle memory cell linfonodali.
Di particolare importanza è la reazione cellulo-mediata nei confronti delle cellule B infettate e guidata dai linfociti T; le cellule reattive tendono ad assumere una particolare morfologia e vengono definiti virociti, o cellule di Downey. I virociti hanno dimensioni e forma variabile e si caratterizzano per un citoplasma schiumoso, vacuolizzato e intensamente basofilo, un nucleo ovalare, talora lobulato o reniforme che presenta irregolari depositi di cromatina densa e, talora, nucleoli.
Forme di patologia simili ma rare e differenziabili sono causate da altri Herpesvirus (CMV, HHV-6), da altre forme virali (Adenovirus, HIV, HAV, Rubivirus), dallo Streptococcus pyogenes e dal Toxoplasma gondii.

## Anatomia patologica
Oltre alle tipiche alterazioni ematologiche, in corso di mononucleosi infettiva sono frequenti diverse alterazioni, soprattutto a carico di milza e fegato. La milza, ingrandita e palpabile, può presentare segni aspecifici, come emorragie sottocapsulari. Nel fegato possono esserci infiltrati diffusi degli spazi portali, con alterazioni in senso regressivo del parenchima epatico e piccoli infarti parcellari. Inoltre i linfociti possono infiltrare le porzioni periarteriolari di intestino e tessuti sottocutanei. I linfonodi risultano ingrossati in tutto il corpo, specialmente sotto le ascelle, nell'inguine e nella regione cervicale posteriore. L'esame istologico rivela la presenza di linfociti T, spesso tanto prolifici da dar luogo a un quadro morfologicamente simile ai linfomi. La mononucleosi può avere ripercussioni anche sul sistema nervoso centrale, che può presentare edema e, raramente, degenerazione mielinica dei fasci nervosi periferici.

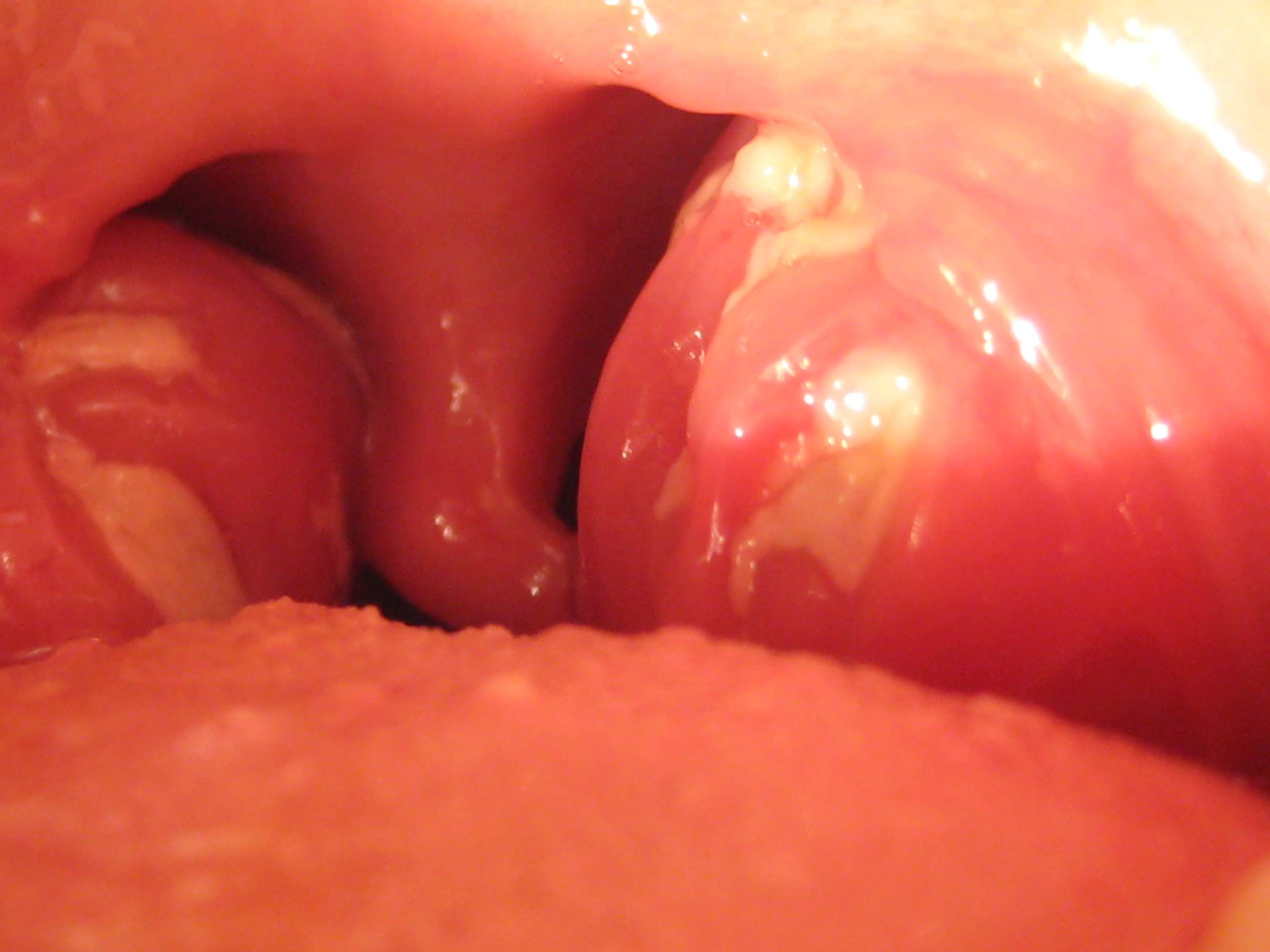
Vistosa tonsillite eritemato-membranosa in corso di mononucleosi infettiva; come è possibile notare il coinvolgimento tonsillare non mostra caratteristiche specifiche

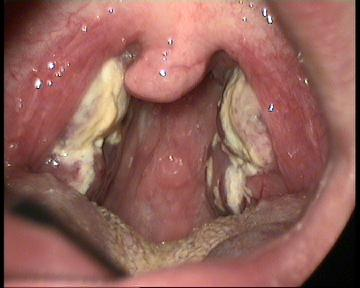
Ulteriore quadro tonsillitico aspecifico in corso di mononucleosi

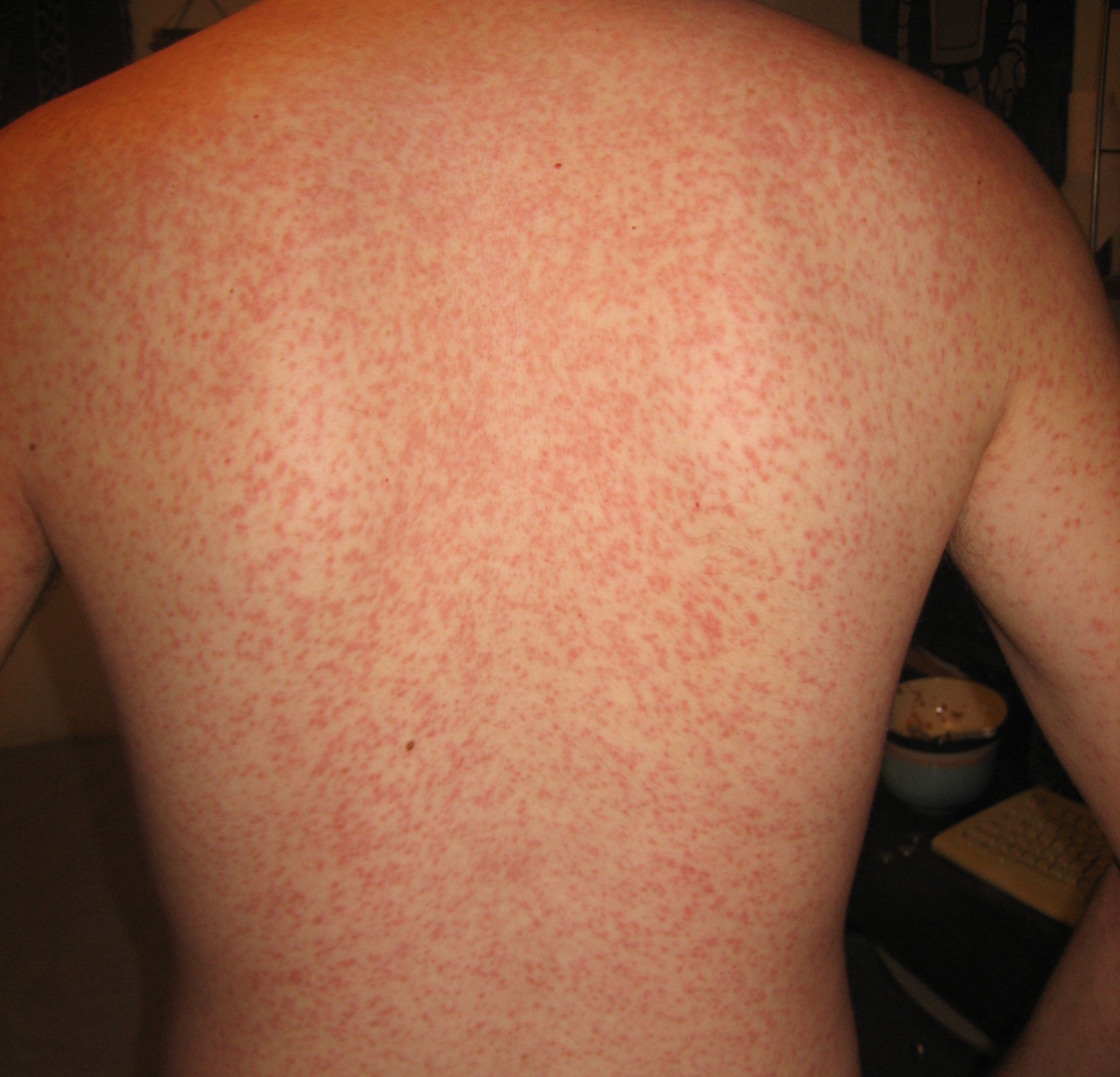
Esantema provocato da somministrazione di ampicillina in corso di mononucleosi infettiva

## Profilo clinico
Sintomi e segni aspecifici come febbre, astenia, malessere e cefalea insorgono in circa il 90% dei casi dai 30 ai 60 giorni dopo l'esposizione nei giovani-adulti e in 10-15 giorni nei bambini. La febbre, talora elevata nei giovani, è sovente il sintomo di esordio.
A questa si associa una faringotonsillite di vario grado, a volte modesta e caratterizzata da solo eritema, a volte grave, con un quadro essudativo o pseudomembranoso che può ricordare l'infezione da Streptococcus pyogenes o addirittura da Corynebacterium diphtheriae; è inoltre presente disfagia e odinofagia. In questo contesto, dopo circa una settimana, possono apparire (30% dei casi) piccole lesioni petecchiali a livello della giunzione tra il palato molle e il palato duro, reperto tipico di mononucleosi infettiva.
La linfoadenopatia, quasi sempre presente, è riscontrabile tipicamente a livello cervicale laterale, sia nelle catene anteriori sia in quelle posteriori. I linfonodi affetti, delle dimensioni di una nocciola o poco più grandi, hanno una consistenza duro-elastica, sono mobili nei piani profondi e superficiali, non si associano ad alterazioni della cute sovrastante e sono intensamente dolenti alla palpazione. Benché le zone cervicali siano le più colpite, la linfoadenopatia può essere apprezzabile a livello di tutte le stazioni linfonodali superficiali, come i siti epitrocleari, ascellari, inguinali e poplitei. Anche le stazioni profonde, qualora indagate, possono mostrarsi ingrossate.
La splenomegalia, dimostrabile in più del 50% dei casi, può associarsi variabilmente a epatomegalia; in circa il 9% può inoltre presentarsi ittero. Un esantema, o più correttamente rash aspecifico, talora rubelliforme, altre volte scarlattiniforme, morbilliforme o urticarioide, si presenta nel 10% dei casi ed è spesso associato a terapia empirica della faringite con penicilline semi-sintetiche, come l'ampicillina.
Un'iperemolisi è evidenziabile nel 3% dei casi e si associa alla presenza di IgM anti eritrociti indagabili con il test di Coombs. Questo tipo di anemia immunoemolitica insorge sovente tra la 3ª e la 4ª settimana, con regressione spontanea dopo circa 2 mesi. La stessa patogenesi immunologica è causa di piastrinopenia che tuttavia non si associa a fenomeni emorragici. Altri segni e sintomi associabili sono l'angina tonsillare e meno spesso diarrea e dolori addominali.

### Complicanze
Gravi complicanze insorgono in circa il 5% dei casi di mononucleosi infettiva.
La complicazione grave più frequente è la rottura della milza, a rischio nei casi (circa il 50%) in cui questa sia ingrossata (splenomegalia); tale evento può esitare verso emorragie interne che possono provocare lo stato di shock ipovolemico o la morte del paziente.
Un'anemia emolitica può aggravare il quadro ma è autolimitante e può associarsi a porpora dovuta a piastrinopatia e piastrinopenia.
La sovrainfezione batterica faringo-tonsillare è invece la complicanza locale più frequente e può essere ben gestita da brevi cicli di antibiotici. È tuttavia importante ricordare che devono essere evitate le penicilline per la comparsa di fenomeni esantematici-urticarioidi; in alternativa è possibile utilizzare brevi cicli di macrolidi come eritromicina o azitromicina.
In circa l'1% dei casi si può manifestare una meningite a liquor limpido, con segni neurologici diffusi o con segni di interessamento cerebellare. Ma in assenza di complicanze le forme virali di meningite hanno prognosi benigna e raramente mostrano reliquati. Talora l'infezione da EBV può complicarsi con una sindrome di Guillain-Barré.
In casi eccezionali (meno dell'1%), in particolare in immunodepressi, si può manifestare una pericolosa encefalite.
In alcuni individui, probabilmente predisposti per cause congenite o acquisite che alterano la risposta immunitaria contro il virus, l'infezione primaria non è controllata e il virus di Epstein-Barr continua a replicarsi provocando un'infezione cronica attiva (CAEBV) di cui si conoscono forme molto gravi o severe (SCAEBV). Questa sindrome ha avuto diverse definizioni, anche perché si sovrappone con altre non ben definite, come la sindrome da stanchezza cronica e la sindrome da emofagocitosi EBV correlata. Contrariamente a quanto asserito negli anni passati, nei pazienti con CAEBV si segnalano sempre più frequentemente neoplasie linfoidi originate dalle cellule T e dalle cellule NK e non dai linfociti B, come generalmente si osserva nelle malattie linfoproliferative post-trapianto EBV positive. L'EBV in particolare, e anche gli altri agenti infettivi che possono dare quadri simil-mononucleosici (CMV, toxoplasma, virus epatitici, HIV) sono tra le cause riconosciute della sindrome da stanchezza cronica, probabilmente a causa degli squilibri che possono apportare al sistema endocrino; un'intensa debolezza durante la fase acuta della mononucleosi conferisce un maggior rischio di sviluppare poi questa complicanza.
Un'epatite fulminante è molto rara e si manifesta soprattutto in soggetti affetti da gravi immunodeficienze.
Altre rare complicanze sono orchite, miocardite, pericardite, ulcere genitali, neutropenia e polmonite interstiziale. Nei soggetti immunodeficienti la mononucleosi può avere un quadro disseminato caratterizzato da grave decorso iperacuto che spesso causa la morte.
I sintomi della mononucleosi infettiva durano circa un mese; segue un periodo di convalescenza caratterizzata da astenia, di durata variabile e che non deve essere confusa con la sindrome da affaticamento cronico.
Alcuni studi hanno concluso che la mononucleosi è un fattore di rischio per la sclerosi multipla.

## Profilo diagnostico
Il contesto anamnestico e obiettivo è spesso sufficiente per la diagnosi. Le analisi di routine (emocromo con formula) dimostrano leucocitosi (10 000-20 000 leucociti, talora 50 000, per mm3), con inversione della formula leucocitaria verso la linfo-monocitosi (50-60%). Allo striscio periferico è possibile rilevare le cosiddette "cellule linfomonocitoidi" (plasmacellule attivate) e i virociti, che costituiscono il 10-20% dei leucociti. Può esserci una lieve piastrinopenia, mentre una modesta anemia con reticolocitosi e bassi o assenti valori di aptoglobina è indicativa di emolisi.
La diagnosi si fa attraverso la reazione di Paul-Bunnell, in grado di dimostrare gli anticorpi eterofili presenti in corso di mononucleosi infettiva. Questo test è stato sostituito dal più rapido "monotest" che tuttavia risulta nel 25% dei casi falsamente negativo e in un 10% falsamente positivo, in particolar modo in casi di infezione da rosolia, citomegalovirus, HIV o Herpesviridae, e di malattie autoimmuni come lupus eritematoso sistemico e artrite reumatoide. La sierologia dimostra la presenza di IgM anti-VCA e anti-EA in corso di fase acuta. Questi anticorpi scompaiono con la remissione sintomatologica e lasciano il posto alle IgG anti-VCA e anti-EBNA che rimangono positive per tutta la vita. Nei neonati e bambini piccoli, sono necessari altri tipi di test, come la ricerca del DNA virale nei linfociti B del sangue periferico. La bilirubina e la fosfatasi alcalina sono spesso poco elevate. Le transaminasi possono invece raggiungere valori superiori a 200 UI/L.

### Diagnosi differenziale
In tutte le forme similari è negativa la sierologia per anticorpi eterofili da cui l'apposito test, reazione di Paul-Bunnell. La diagnosi differenziale si pone con le seguenti manifestazioni:
- Mononucleosi da Citomegalovirus, in cui è raro il coinvolgimento della faringe e negatività sierologica.
- Toxoplasmosi, con quadro simile ma più blando e con negatività sierologica.
- Leucemia acuta, che tuttavia si associa a manifestazioni emorragiche, a grave anemia e leucopenia e uno striscio periferico a cellularità monomorfa.
- Rosolia, a causa della linfoadenopatia cervicale, dell'astenia e dell'esantema; tuttavia la sierologia distingue i due quadri.
- Difterite
- Epatite
- Faringiti batteriche.

## Terapia e prognosi
Contro la mononucleosi non vi sono cure specifiche; anche gli antivirali di ultima generazione hanno un'efficacia ancora da dimostrare. L'agente responsabile della malattia è un virus, per cui è inadeguato ricorrere agli antibiotici; sono indicati solo nel 10-20% dei casi, quando si associa una sovrainfezione faringotonsillare batterica, e alle penicilline si devono preferire i macrolidi. Il trattamento antibiotico può avere effetti nocivi come reazioni simil-allergiche. La terapia è il riposo a letto fino alla scomparsa della febbre, associata ad analgesici e antipiretici (FANS) per alleviare le manifestazioni della malattia. Non sono previste restrizioni dietetiche.
È fondamentale evitare attività fisica pesante o potenzialmente traumatizzante per circa due mesi, al fine di scongiurare la rottura della milza; in caso di faringite grave con problemi di respirazione, o piastrinopenia o soppressione midollare, rare complicanze, sono indicati corticosteroidi, come il prednisone.
Nella maggioranza dei casi, comunque, la malattia decorre in non più di quattro settimane senza complicazioni. Invece in presenza di immunodeficienza la mononucleosi può risultare molto grave e con esiti letali. In ogni caso i sintomi possono persistere per mesi dopo la guarigione.
Nel raro caso cui si manifesti sindrome di Guillain-Barré si deve ricorrere alla terapia immunoglobulinica e può essere presa in considerazione la terapia con plasmaferesi per un trattamento di lungo periodo delle complicanze di tipo polineuropatico.

### Mortalità
Escludendo la rottura della milza, facilmente prevenibile, i rischi di mortalità sono legati essenzialmente a pregressi stati di immunodepressione. I casi di decesso possono essere dovuti a epatite fulminante, miocardite virale e infezioni batteriche opportunistiche successive.

## Prevenzione
Come per tutte le malattie infettive, la prima forma di prevenzione è l'igiene personale e dei luoghi. Specialmente nel caso di contatto con un malato è fondamentale evitare di condividere stoviglie, cibo, bicchieri e utensili. È inoltre raccomandato di evitare di baciare i soggetti affetti anche nei giorni successivi al termine delle manifestazioni cliniche.